# Alpha Cephei
Désignations
Aldéramin, ou Alpha Cephei dans la désignation de Bayer (abrégé α Cep), est l'étoile la plus brillante de la constellation de Céphée. Sa magnitude apparente est de 2,44. Son nom, officialisé le 20 juillet 2016 par l'IAU, vient de l'arabe الذراع اليمن (Al Dhira al Yamin), qui signifie « le Bras droit » (son emplacement correspond au bras droit de Céphée). D'après la mesure de sa parallaxe annuelle par le satellite Hipparcos, l'étoile est située à ∼ 49 a.l. (∼ 15 pc) de la Terre. Elle se rapproche du Système solaire à une vitesse radiale de −16 km/s.

## Propriétés
C'est une étoile blanche souvent classée comme une naine, mais qui commence à évoluer hors de la séquence principale pour devenir une sous-géante et qui à terme deviendra une géante rouge après avoir épuisé ce qu'il reste de ses réserves en hydrogène. Elle est plus grande et plus massive que le Soleil.
Une de ses singularités est sa vitesse de rotation inhabituellement élevée, de 283 km/s à l'équateur, qui lui permet d'exécuter un tour complet sur elle-même en à peine plus d'une demi-journée. Par comparaison, le Soleil y met près d'un mois. Chez les autres étoiles de cette catégorie, la gravité tend à séparer les éléments lourds des éléments légers, en concentrant les premiers vers le centre. Dans le cas d’Aldéramin, la vitesse de rotation semble empêcher le phénomène. L'activité magnétique que laissent supposer les rayonnements émis est également inattendue pour ce type d'étoile. Ces anomalies restent mal comprises à l'heure actuelle.

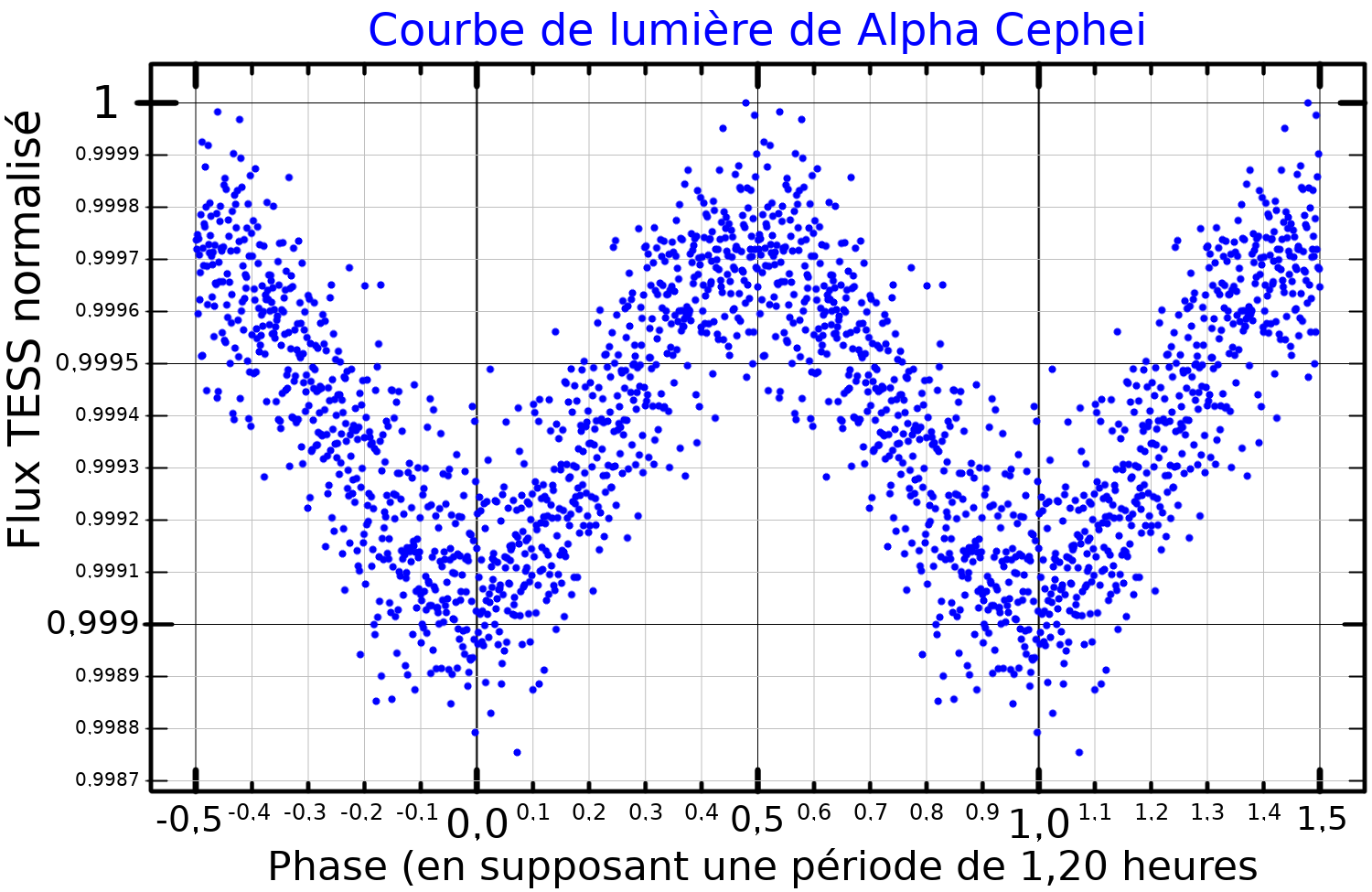
Courbe de lumière d'Aldéramin, tracée à partir des données de TESS

Aldéramin semble être une étoile légèrement variable. Comme de nombreuses étoiles de type A, elle pourrait être une variable de type δ Scuti.
Elle possède plusieurs compagnons stellaires référencés dans les catalogues d'étoiles doubles et multiples, mais tous sont optiques.

## Une future « étoile polaire »
De par la précession des équinoxes, Aldéramin deviendra l'étoile (visible) la plus proche du Pôle nord céleste, à moins de 3°, vers l'an 7 500, après que Iota Cephei l'aura été elle-aussi.